# Jahrhunderthochwasser

Donaufluten in Höhe Passau

Unter 100-jährliches Hochwasser, Jahrhundert-Hochwasser oder Jahrhundertflut versteht man die Pegelhöhe (HW100 = Wasserstand bei einem 100-jährlichen Hochwasser) oder Abflussmenge (auch 100-jährlicher Abfluss, kurz HQ100 genannt) eines Gewässers, die im statistischen Mittel einmal alle 100 Jahre erreicht oder überschritten wird. Anders ausgedrückt gibt es im arithmetischen Mittel 1 % solcher Ereignisse pro Jahr.

## Statistischer Aussagewert
Da es sich um einen Mittelwert handelt, kann ein Jahrhunderthochwasser jedoch auch mehrmals in hundert Jahren auftreten oder jahrhundertelang ausbleiben. Hinzu kommt, dass sich die Größe auf einen bestimmten Ort bezieht, so dass auf ein größeres Gebiet (wie etwa Deutschland) verteilt Jahrhunderthochwasser häufiger zu erwarten sind, solange diese jeweils an unterschiedlichen Orten auftreten. Auf Grund verschiedener statistischer Verfahren besteht außerdem nicht immer volle Einigkeit über die zeitliche Einordnung verschiedener Hochwasserereignisse. Durch die Kürze der Aufzeichnungen von Durchflüssen entsteht auch eine große Varianz der Werte.
Diese Problematik könnte infolge langfristiger Trends durch die globale Erwärmung und die dadurch steigenden Häufungen von extremen Wetterlagen verschärft werden. Für Jahrhundertfluten in Küstengebieten ist, dem Sonderbericht des Weltklimarats über die Ozeane und Kryosphäre (2019) zufolge, damit zu rechnen, dass das, was heute eine Jahrhundertflut ist, um 2100 in niedrigen Breitengraden jährlich auftreten wird.

### Beispiele für Jahrhunderthochwasser
- Magdalenenhochwasser 1342
- Hochwasser in Mitteleuropa 1501
- Elbhochwasser 1845
- Emshochwasser 1946
- Weserhochwasser 1946
- Pfingsthochwasser 1999
- Hochwasser in Mitteleuropa 2002
- Hochwasser in der Schweiz 2007
- Hochwasser in Mitteleuropa 2013
- Hochwasser in West- und Mitteleuropa 2021
- Hochwasser in Süddeutschland 2024
- Hochwasser in Mitteleuropa im September 2024

## Anwendung
Dieser Wert ist relevant für Maßnahmen der Hochwasservorsorge und des Hochwasserschutzes, wo er zur Dimensionierung von hochwasserrelevanten Anlagen wie Dämmen und Brücken dient.
Umgangssprachlich bezeichnet ein Jahrhunderthochwasser eine schwere Hochwasserkatastrophe.